# 狐狸座SV
SV Vulpeculae
狐狸座SV是為在狐狸座的造父變星。它是一顆次巨星，距離地球大約8,000光年。 
狐狸座SV 這顆造父變星的視星等範圍在6.72至7.79，週期為45.0121天。光變曲線高度的不對稱，從極小上升到極大只是從極大到極小的三分之一。週期並以每年214秒的速率衰減。
狐狸座SV是一顆黃色的次巨星，光度約是太陽的20,000倍，光譜類型從晚期的F型變化至早期的K型。它的脈動和溫度變化範圍會低於5,000度並超過6,000度，半徑是最大時為216.5 R☉，脹縮的範圍在188 R☉至238 R☉。
狐狸座SV 的質量現在大約是15 M☉，並且估計在主序列時大約為17 M☉。這段時期的變化和大氣豐度顯示，這顆恆星是第二次穿越不穩定帶。第一次穿越不穩定帶是從主序星迅速過渡到變成紅巨星時，第二次穿越是在氦核心燃燒時，恆星進入藍迴圈，變得更熱之後再回到紅巨星階段。